# Podgórze (powiat braniewski)
Podgórze (niem. Huntenberg) – wieś w Polsce położona w województwie warmińsko-mazurskim, w powiecie braniewskim, w gminie Braniewo.
W latach 1975–1998 miejscowość należała administracyjnie do województwa elbląskiego.
Inne miejscowości o nazwie Podgórze: Podgórze, Podgórze-Gazdy, Podgórze-Parcele